# 로버트 F. 케네디 암살 사건

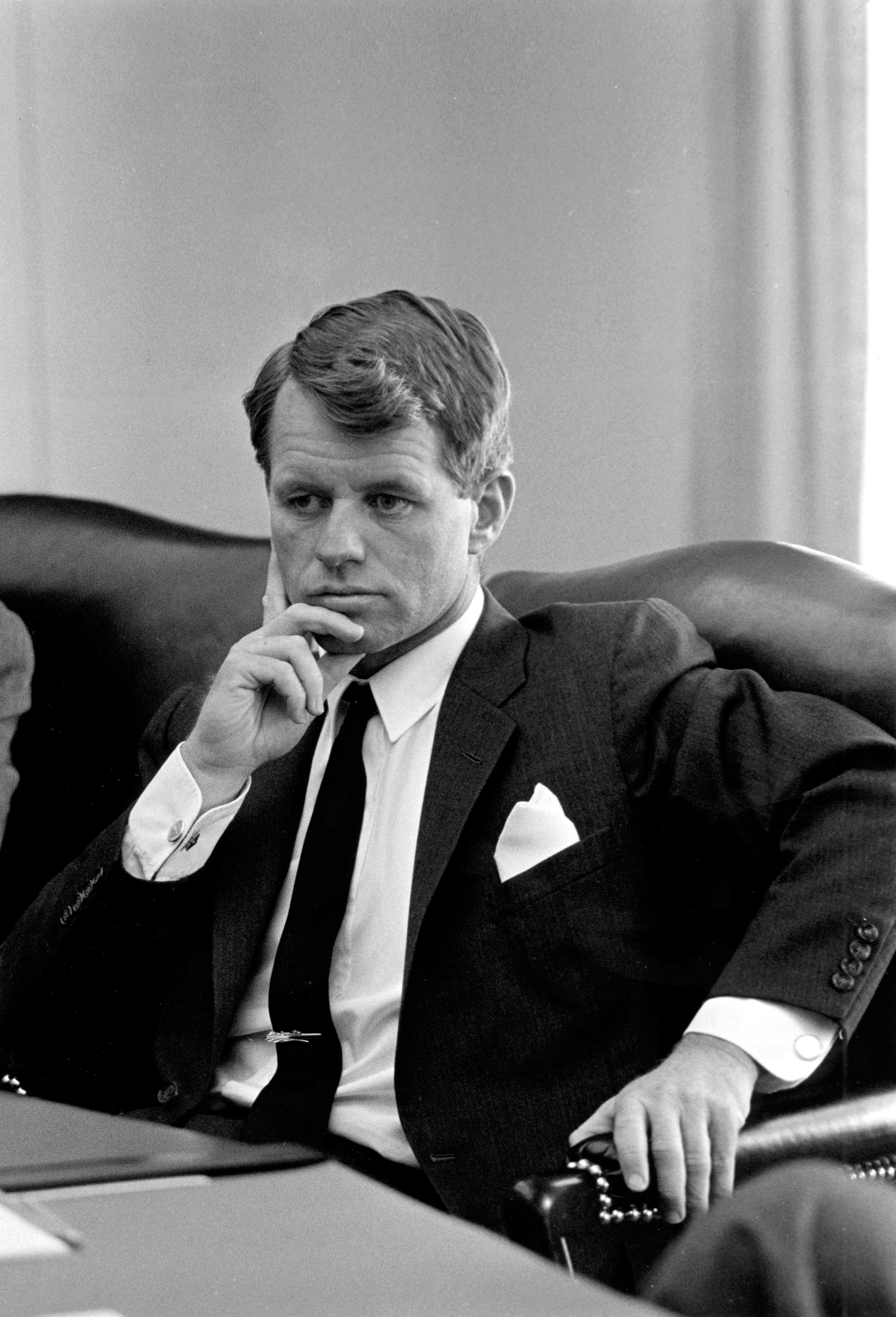
1964년의 로버트 케네디.

로버트 F. 케네디 암살 사건은 존 F. 케네디의 동생 로버트 F. 케네디가 존 F. 케네디의 죽음 후에 대통령 후보 연설후에 총에 맞아 죽은 사건이다. 1968년 대통령 선거운동의 도중에 로스앤젤레스에서 승리를 선언한 후 로버트 F. 케네디 민주당 상원의원(케네디 전 대통령의 동생)이 사한이라는 인물에게 암살된 사건이다. 케네디 의원의 죽음은 대통령 선거에 결정적인 영향을 미쳤다. 존슨 대통령은 6월 5일에 성명을 발표하고 케네디 의원의 죽음을 애도하면서 그 원인은 '병든 아메리카' 때문이라는 견해를 배격하고 이 사건은 한 광인(狂人)의 짓이라고 하여 조사위원회의 설치와 총포소지규제의 강화 등 조치를 취하였다.

## 같이 보기
- 케네디가의 저주